# Królestwo Hanoweru
Królestwo Hanoweru (niem. Königreich Hannover) – państwo historyczne w Europie, na terenie dzisiejszych północno-zachodnich Niemiec. Królestwo Hanoweru zostało ustanowione w październiku 1814 roku na kongresie wiedeńskim, wraz z odzyskaniem przez Jerzego III z dynastii hanowerskiej po upadku Napoleona terenów Księstwa Hanoweru. Królestwo Hanoweru uległo likwidacji na skutek jego aneksji przez Królestwo Prus podczas wojny siedmiotygodniowej w 1866 roku.

## Historia
Obszar Hanoweru wcześniej stanowił księstwo w ramach Świętego Cesarstwa Rzymskiego, jeszcze zanim został wyniesiony do rangi elektoratu w 1708. Hanower został uformowany na skutek połączenia kilku części Księstwa Brunszwik-Lüneburg powstałych po podziałach dynastycznych, z jedynym wyjątkiem Brunszwiku-Wolfenbüttel.
Pomiędzy 1714 a 1837 Hanower wchodził w skład unii personalnej, najpierw z Królestwem Wielkiej Brytanii, a następnie od 1801 ze Zjednoczonym Królestwem Wielkiej Brytanii i Irlandii.
Od 1803 Elektorat Hanoweru był okupowany przez francuskie i pruskie wojska, a na mocy Pokój w Tylży z 1807, obszar elektoratu wraz z pewnymi terenami scedowanymi kosztem Królestwa Prus, wszedł w skład Królestwa Westfalii, rządzonego przez brata Napoleona Hieronima Bonaparte. Francuska okupacja trwała do 1813 roku, kiedy to obszar Hanoweru został opanowany przez wojska rosyjskie, a przegrana francuska w Bitwie Narodów pod Lipskiem ostatecznie przesądziła o klęsce Francji Napoleona z VI koalicją antyfrancuską i definitywnie zakończyła istnienie klienckiego wobec Francji Królestwa Westfalii, jak i całego Związku Reńskiego. Na Kongresie Wiedeńskim w 1814 władza nad Hanowerem została przywrócona Dynastii Hanowerskej a ich ranga, jako władców, została wyniesiona od książąt-elektorów – wasalnych wobec Cesarstwa Rzymskiego, do monarchów niepodległego królestwa.
Kongres Wiedeński usankcjonował ponadto liczne zmiany terytorialne obejmujące zarówno Hanower, jak i Królestwo Prus. Zmiany te znacząco powiększyły obszar nowo powstałego Królestwa Hanoweru, o biskupstwo Hildesheim, wschodnią Fryzję, Hrabstwo Lingen oraz północną część biskupstwa Münsteru, Hanower stracił natomiast część księstwa Lauenburg znajdującego się na prawym brzegu Łaby oraz kilka małych, niezwiązanych z resztą terytorium Hanoweru, eksklaw na wschodzie.
Unia personalna pomiędzy Hanowerem a Wielką Brytanią zakończyła się w 1837 roku, w momencie wstąpienia na tron brytyjski królowej Wiktorii. Z powodu obowiązującego w Hanowerze prawa (prawo salickie) kobiety nie mogły dziedziczyć tronu gdy żył co najmniej jeden męski potomek (w Wielkiej Brytanii mężczyźni wstępują na tron jedynie przed swoimi siostrami, natomiast Wiktoria jako jedyna córka czwartego syna Jerzego III stała w kolejności przed Ernestem Augustem, który był piątym synem).
Podczas wojny prusko-austriackiej w 1866 roku, Hanower usiłował pozostać wraz z niektórymi innymi członkami Związku Niemieckiego na stanowisku neutralnym. Po pozytywnym wyniku głosowania o mobilizacji wojsk przeciwko Prusom 14 czerwca 1866. Prusy wykorzystały to jako dogodny pretekst do wypowiedzenia wojny. W rezultacie działań wojennych doprowadzono do zlikwidowania Hanoweru jako niepodległego królestwa i jego wcielenia pod postacią Prowincji Hanoweru (niem. Provinz Hannover) do Królestwa Prus.

## Królowie Hanoweru
| Królowie Hanoweru |                 |           | |
| Portret           | Król            | Lata      | Uwagi |
|                   | Jerzy III       | 1814–1820 | Ze względu na umysłową niezdolność Jerzego III do rządzenia, władzę nad państwem sprawował regent                                                                                    |
|                   | Jerzy IV        | 1820–1830 | Syn Jerzego III. W latach 1811–1820 był regentem. |
|                   | Wilhelm IV      | 1830–1837 | Syn Jerzego III, brat Jerzego IV. Ostatni władca zarówno Hanoweru, jak i Wielkiej Brytanii.                                                                                          |
|                   | Ernest August I | 1837–1851 | Syn Jerzego III, brat Wilhelma IV. Wraz z jego wstąpieniem na tron hanowerski zakończyła się unia personalna Hanoweru i Wielkiej Brytanii, nad którą władzę objęła królowa Wiktoria. |
|                   | Jerzy V         | 1851–1866 | Syn Ernesta Augusta I. Po wojnie prusko-austriackiej stracił swoje państwo na rzecz Prus.                                                                                            |